# Laurent Giovanninelli
Ange Laurent Giovanninelli, né le 15 septembre 1837 à Pastoreccia-di-Rostino en Corse et mort le 28 août 1903 à Frénois (Meuse), est un général de division français, grand-croix de la Légion d'honneur.

## Biographie
Il est admis à l'École spéciale militaire de Saint-Cyr en 1855 (promotion de Sébastopol) puis accompli toute sa carrière dans l'infanterie.
Sous-lieutenant à vingt ans, il sert en Algérie et combat en Italie en 1859 puis participe à l'expédition du Mexique, où il est blessé, au sein de la Légion étrangère jusqu'au grade de capitaine. 
Promu chef de bataillon lors de la guerre de 1870, il commande le 2e bataillon de chasseurs à pied puis le 19e bataillon de marche de la même arme. Il est blessé le 27 novembre 1870 à la bataille d'Amiens, et sert au sein de l'armée versaillaise contre la Commune de Paris en 1871. 
Promu colonel le 22 août 1880, il prend le commandement du 128e régiment d'infanterie à Sedan. 
En 1884, il est désigné pour commander au cours de l'expédition du Tonkin un régiment de marche du corps expéditionnaire formé de trois bataillons d'infanterie de ligne.
Lors de la guerre franco-chinoise, il fait partie des deux brigades françaises qui remontent le haut Tonkin et conquièrent en février 1885 la ville de Lạng Sơn, au nord de l'actuel Viêt Nam. La première brigade, dirigée par Giovanninelli, promu général de brigade le 4 mars 1885, et le général de brigade Louis Brière de l'Isle, quitte Lạng Sơn pour venir en aide aux assiégés de Tuyên Quang. Après le sanglant combat de Hoa Moc du 3 mars 1885, à la tête de sa brigade, Giovanninelli dégage la petite garnison de 600 hommes, commandée par le commandant Dominé, qui résistait depuis le mois de décembre aux attaques d'une armée de plusieurs milliers de Chinois. L'essentiel de ses troupes est ensuite confié le 30 mars au général Giovanninelli pour rallier l'autre brigade, qui a auparavant opéré la très contestée retraite de Lang Son, et stabiliser la situation jusqu'à la signature d'un traité de paix en juin 1885.
Membre fondateur de la Société de géographie de Lyon, Giovanninelli est élevé au rang de général de division le 12 juillet 1890. Après avoir successivement commandé la 13e division d'infanterie puis le 3e corps d'armée, il est nommé président du Comité de l'infanterie en 1894 et siège au Conseil supérieur de la guerre. 
Il est présent lors de l'inauguration de l'Exposition nationale et coloniale de Rouen en 1896. 
Il est élevé à la dignité de grand-croix de la Légion d'honneur le 24 octobre 1899.
Il meurt le 28 août 1903 dans sa propriété de Frénois, près de Sedan, à 65 ans.

## Affaire Dreyfus
Supérieur hiérarchique du commandant Estherazy  il lui octroya de bonnes notes de service et un temps s'efforça de le soutenir. Mais il sut se dégager à temps et sa fin de carrière ne parait pas en avoir souffert.[réf. nécessaire]

## Décorations

### Françaises
- Grand-croix de la Légion d'honneur (24 octobre 1899), Grand officier en 1894, Commandeur en 1885, Officier en 1871, Chevalier 1863.
- Médaille commémorative de la campagne d'Italie (1859)
- Médaille commémorative de l'expédition du Mexique (1862)
- Médaille commémorative de l'expédition du Tonkin (1885)

### Étrangères
- Médaille de la Valeur Militaire de Sardaigne
- Grand officier de l'Ordre Royal du Cambodge (1885)
- Grand officier de l'Ordre Impérial du Dragon d'Annam (1886)